# Хронология русско-французских отношений

Хронология русско-французских отношений перечисляет исторические события официальных взаимоотношений Франции и России (Руси, Российской империи, СССР и Российской Федерации).
Использованные источники: Raymond De Ponfilly. Guide des Russes en France. — Horay, 1990. — С. 11—15. — 527 с.

## XI век
| Дата     | Событие                                                                                             | Место | Предыстория и последствия |
| -------- | --------------------------------------------------------------------------------------------------- | ----- | --- |
| Май 1051 | Бракосочетание французского короля Генриха I (1009/10-1060) с киевской принцессой Анной Ярославной. | Реймс | Киев посетили два французских посольства. Анна Ярославна стала матерью короля Филиппа I (1052—1108) и ввела новое имя «Филипп» при дворе французского короля и в народе. |

## XVI век
| 1586 | Царь Фёдор I посылает переводчика Пьера Рагона (Pierre Ragon) ко двору Генриха III с известием о своём восшествии на русский престол. | Париж | С ответным письмом в Москву отправился Франсуа де Карль (François de Carle). |

## XVII век
| 1615      | Царь Михаил Фёдорович посылает Ивана Кондырева к Людовику XIII с известием о своём восшествии на русский престол и уверениях в дружеском расположении, а также с жалобой на Польшу и Швецию и с поручением сватать за царя французскую принцессу из дома Бурбонов. | Бордо   | Не преуспев в сватаньи, И. В. Кондырев после возвращения сообщил царю важные сведения о политическом состоянии Европы. |
| 1629      | Луи Деэ (фр. Louis Deshayes) от имени Людовика XIII ведёт переговоры о заключении мирно-коммерческого договора. | Москва  | Безрезультатно. |
| Окт. 1654 | Посланник царя Алексея Михайловича Константин Мачехин прибывает к Людовику XIV с уведомлением о царских планах войны с Польшей. | Париж   | Перед началом польской войны царь счёл нужным известить о ней французского короля. Король передал через графа де-Бриена о вечном братстве и дружбе и пожелал, чтобы «царское величество с польским королём был в мире, потому что у них государства смежны».       |
| 1668      | К Людовику XIV прибывает русское посольство во главе с Петром Потёмкиным для переговоров о взаимной свободе торговли; 25 августа — встреча с Лионном и Кольбером.                                                                                                  | Париж   | Среди прочего Потёмкин привёз из Франции пьесу Мольера «Амфитрион» (1668), на парижском спектакле которого он присутствовал 18 сентября 1668 (с Мольером в роли Созия); пьесу немедля перевели на русский. Потёмкин вернётся во Францию с посольством в 1681 году. |
| 1687      | Русское посольство, посланное регентшей Софьей Алексеевной к Людовику XIV с предложением присоединиться к Священной лиге против турецкого султана, — на тот момент французского союзника.                                                                          | Версаль | Неудачно. |

## XVIII век
| 1705           | Вслед за захватом корсарами из Дюнкерка двух русских торговых судов царь Пётр I направляет в Версаль своего посланника Андрея Матвеева. | Версаль                               | |
| апр.-июнь 1717 | Посещение Франции Петром I. |                                       | Отказ французов заключить договор о дружбе и взаимовыручке. Описание визита, сделанное в 1896 году с представлением публике новых исторических документов, можно найти в Викитеке (фр.). |
| 15 авг. 1717   | Амстердамский договор между Францией, Россией и Пруссией. | Амстердам                             | Пётр I преследовал цель сохранения за Россией завоёванных в Прибалтике территорий. Договор был подписан: с русской стороны — канцлером Г. И. Головкиным, Б. И. Куракиным и П. П. Шафировым, с французской — послом в Голландии Шатонёфом, с прусской — Книпенхаузеном.                                                                                         |
| 1721           | Французский дипломат Жак де Кампредон, содействовавший заключению мира между Швецией и Россией (1721), направлен к всероссийскому царю и назначен полномочным министром, с правом заключать и подписывать целесообразные для Франции договоры. | Санкт-Петербург                       | Жак де Кампредон стал первым полномочным министром Франции в России (1721—1726). Его реляции — интереснейший источник для истории последних лет царствования Петра и начала царствования Екатерины I. |
| 1757           | При Елизавете Петровне Россия присоединилась ко франко-австрийской коалиции против Пруссии, предшествовавшей Семилетней войне. |                                       | |
| 1782           | Путешествие по Франции наследника российского престола великого князя Павла Петровича. |                                       | Путешествовал с женой инкогнито, под именем графа и графини Северных (дю Нор). Большое впечатление на них произвела усадьба принца Конде, к северу от Парижа. |
| 11 авг. 1787   | Подписание русско-французского торгового договора. | Санкт-Петербург                       | |
| 1793           | Разрыв дипломатических отношений между двумя странами, и прекращение Екатериной II действия договора 1787 года. |                                       | Ответ на казнь короля Людовика XVI. Российские порты закрыты для французских судов. |
| 1799           | Война между Францией и Россией, вступившей во вторую коалицию союзником Австрии и Великобритании. | Италия, Швейцария, Северная Голландия | Победы армии маршала Суворова в Италии: 26-28 апреля — на реке Адде; 19 июня — при Треббии; 15 августа — при Нови. Перейдя через Альпы в Швейцарию, армия Суворова вынуждена отступить из-за победы Массены у Цюриха (26 сент.). Генерал Брюн в битве при Бергене (19 сент.) одерживает победу над русскими и англичанами, высадившимися в Северной Голландии. |

## XIX век
| 8 окт. 1801      | Мирный франко-русский договор. | Париж                          | Война для русских завершилась ещё при Павле, но договор подписан после убийства (март 1801) российского императора. |
| 1804             | Разрыв дипломатических отношений. |                                | После казни герцога Энгиенского (21 марта 1804). Александр I заключает союз с Англией и с Австрией. |
| 1805             | Россия вступает в третью коалицию как союзник Англии, Австрии и Швеции против Великой армии Наполеона.                                                    | Моравия                        | В «битве трёх императоров» (Наполеона, Александра I и Франца II) 2 декабря под Аустерлицем русско-австрийская армия терпит поражение; распад третьей антифранцузской коалиции европейских держав. Подписание перемирия.                                             |
| 1807             | Россия воюет против Франции в составе четвёртой коалиции.                                                                                                 | Прейсиш-Эйлау Фридланд Тильзит | 8 февраля — битва при Прейсиш-Эйлау. 14 июня — битва под Фридландом. 25 июня — встреча Александра I и Наполеона, завершившаяся подписанием 7 июля Тильзитского мира.                                                                                                |
| окт. 1808        | Эрфуртский съезд Наполеона и Александра I. | Эрфурт (Пруссия)               | Подписание союзного договора, однако впоследствии не соблюдавшегося. |
| 1812             | Война наполеоновской Франции и России | Российская империя             | 23 июня — переход французской армии через пограничный Неман. 3 августа — взятие Смоленска. 7 сентября — Бородинское сражение, или битва за Москву. Наполеон в Москве. Московский пожар. Ноябрь — отступление французов через Березину. Преследование Великой армии. |
| 16-18 окт. 1813  | Лейпцигское сражение, известное как «битва народов». | под Лейпцигом (Саксония)       | Французы терпят поражение от союзных армий России, Австрии, Пруссии и Швеции. |
| янв.-март 1814   | Французская кампания — война на территории Франции. | Франция, Париж                 | Разгром Наполеона и конец войны шестой коалиции. 31 марта — триумфальное вступление в Париж Александра I во главе армии союзников. 30 мая — Парижский мир. |
| 1815             | После ста дней правления и поражения Наполеона при Ватерлоо (18 июня) русские войска, численностью в 250 тыс., оккупируют восточные департаменты Франции. | Париж                          | 20 ноября — подписание нового мирного парижского договора. Численность русских военных снижена до 45 тыс., расквартированных только в северных территориях. |
| 9 окт. 1818      | Подписание союзниками и Францией Ахенской конвенции. | Ахен (Германия)                | Приняты решения о выводе оккупационных войск из Франции до 30 ноября и о её вступлении в Священный союз полноправным членом. |
| 27 марта 1854    | Франция с Англией объявляют войну России. | Крым                           | Англо-французское вторжение в Крым. Оборона Севастополя (1854—1855). |
| 30 марта 1856    | Парижский мирный договор | Париж                          | Конец Крымской войны. |
| 25-27 сент. 1857 | Встреча императоров Александра II и Наполеона III. | Штутгарт                       | Французско-российское сближение против Австрии. |
| 1867             | Россия участвует в Всемирной выставке. | Париж                          | Александр II наносит визит Наполеону III. |
| 1878             | Участие России во Всемирной выставке. | Париж                          | Оперное авеню освещалось новейшим уличным освещением — лампами «свеча Яблочкова». |
| 10 дек. 1888     | Начался первый русский заём. | Франция                        | Как только забылась Крымская война (1854—1856), привычная ориентация на Францию, как страну с многочисленным классом рантье, живших только на проценты с вложенного в облигации капитала.                                                                           |
| 27 авг. 1891     | Франко-русский союз. |                                | С 23 июля по 7 августа — визит французской военной эскадры под командованием адмирала Жерве в Кронштадт. |
| 1893             | Ответный визит русской эскадры (13-29 окт.). | Тулон                          | 17-25 октября — приём контр-адмирала Авелана в Париже. 2 декабря — военное соглашение. |
| 6-8 окт. 1896    | Визит императора Николая II | Париж                          | Торжественная закладка русским императором первого камня будущего парижского моста Александра III. |
| 23-26 авг. 1897  | Визит президента Феликса Фора | Санкт-Петербург                | Торжественное освящение строительства Троицкого моста по проекту французской фирмы «Батиньоль». |

## XX век
| 1900 | Россия участвует во Всемирной выставке (15 апр. — 12 нояб.). | Париж                    | России выделена самая большая экспозиционная площадь — 24 000 м². |
| 1901 | Визит Николая II (18-21 сент.). | Франция                  | Николай II присутствовал на манёврах и смотре в Бетени (21 сент.). |
| 1902 | Визит президента Эмиля Лубе (20-23 мая). | Санкт-Петербург          | В рамках франко-русского союза. |
| 1909 | Шербурская встреча императора Николая II и президента Фальера (31 июля). | Шербур                   | В рамках франко-русского союза. |
| 1912 | Визит президента Раймона Пуанкаре (9-16 авг.). | Санкт-Петербург          | В рамках франко-русского союза. |
| 1914 | Повторный визит президента Пуанкаре (20-23 июля). | Санкт-Петербург          | Германия объявляет войну России (1 августа) и Франции (3 августа). |
| 1916 | Экспедиционный корпус Русской армии численностью в 44 тыс. чел. | Франция, Македония       | Две бригады направлены во Францию, и две — в Македонию, в помощь французскому фронту Восточной армии. Восстание в лагере Ла-Куртин. |
| 1918 | 4 января Франция признаёт Украинскую республику. | Украина                  | Для борьбы с большевизмом направлен французский экспедиционный корпус из 12 тыс. чел., позже пополненный ещё 13 тыс.: 13 декабря — высадка в Севастополе; 17 декабря — в Одессе;январь 1919 — в Николаеве и Херсоне. Корпус будет эвакуирован в апреле 1919 года. |
| 1920 | Признание Францией правительства Врангеля (10 авг.). |                          | |
| 1924 | Франция признаёт СССР. |                          | 26 октября — глава французского правительства Эдуар Эррио направляет телеграмму председателю Совета народных комиссаров Алексею Рыкову. |
| 1932 | Советско-французский пакт о ненападении. | Париж                    | 29 ноября — подписание пакта главой правительства Эррио и полпредом СССР Довгалевским. |
| 1935 | Франко-советский пакт о взаимопомощи. | Париж                    | 2 мая — подписание договора главой правительства Пьером Лавалем и полпредом Владимиром Потёмкиным. |
| 1937 | СССР принимает участие в Всемирной выставке новейших искусств и техник. | Париж                    | С 25 мая по 25 ноября. |
| 1941 | 30 июня — французским правительством прерываются дипломатические отношения с СССР.                                                                                                 |                          | В июле создан Легион французских добровольцев против большевизма — пехотный полк для участия в войне на стороне Германии. 26 сент. — советское правительство признаёт «Сражающуюся Францию» через переписку между генералом де Голлем и полпредом в Лондоне Майским, устанавливает дипотношения через посольство СССР при Союзных правительствах.                                            |
| 1943 | Советское правительство признаёт Французский комитет национального освобождения (23 авг.)                                                                                          |                          | |
| 1944 | Признание советским правительством французского Временного правительства (23 окт.).                                                                                                | Баку, Сталинград, Москва | Посещение СССР генералом де Голлем (27 нояб. — 13 дек.) и подписание в присутствии Сталина франко-советского договора о дружбе и взаимопомощи министрами Жоржем Бидо и Молотовым (10 дек.). |
| 1955 | 7 мая — разрыв советской стороной франко-советского договора от 10 дек. 1944 года.                                                                                                 | СССР                     | Текст указа об аннулировании договора |
| 1956 | Посещение Москвы председателем Совета министров Ги Молле (15-22 мая). | Москва                   | |
| 1960 | Визит во Францию Никиты Хрущёва (23 марта — 3 апр.). | Париж                    | Повторный приезд Хрущева в Париж — на неоправдавшую себя встречу «четвёрки» (14-19 мая). |
| 1961 | Обмен выставками. | Москва, Париж            | 15 авг. — 15 сент. — французская выставка в Москве, 4 сент. — 3 окт. — советская выставка в Париже. |
| 1964 | Визит председателя Президиума Верховного Совета СССР Николая Подгорного. | Париж                    | Приём Подгорного генералом де Голлем (24 февр. — 5 марта). |
| 1966 | Визит генерала де Голля в СССР. Визит во Францию председателя Совета министров СССР Алексея Косыгина (1-9 дек.).                                                                   |                          | С 20 июня по 1 июля — посещение де Голлем Москвы, Новосибирска, Байконура, Ленинграда, Киева, Волгограда; советско-французская декларация и соглашение о сотрудничестве в освоении и изучении космоса в мирных целях (30 июня 1966); создана «Большая комиссия» для экономического и научно-технического сотрудничества, её ежегодные заседания будут проходить попеременно в обеих странах. |
| 1967 | 26-31 янв. — «Большая комиссия» принимает решение о создании французско-советской торговой палаты. Приём де Голлем председателя Совета Министров СССР Косыгина (16 июня и 1 июля). | Париж                    | Создаваемая торговая палата будет в Париже, с постоянным представительством в Москве. |
| 1970 | Встреча Леонида Брежнева и президента Жоржа Помпиду. | СССР                     | 6-13 октября — посещение Москвы, Ташкента и Байконура. |
| 1971 | Повторная встреча Брежнева и Помпиду (25-30 окт.) | Париж                    | Советско-французская декларация от 30 октября. |
| 1973 | Рабочий визит Помпиду (11-12 янв.). Рабочий визит Брежнева (25-27 июня). | Минская область Рамбуйе  | |
| 1974 | Рабочий визит Помпиду (11-13 марта). Встреча Брежнева президентом Жискар д’Эстеном (4-7 дек.)                                                                                      | Пицунда Рамбуйе          | |
| 1975 | Подписание Хельсинкской декларации по безопасности и сотрудничеству в Европе (1 авг.). Визит Жискар д’Эстена в Москву и Киев (14-18 окт.)                                          | Хельсинки                | |
| 1977 | Парижская встреча Брежнева и Жискар д’Эстена (20-22 июня). | Рамбуйе                  | Подписание «соглашения в Рамбуйе (accord de Rambouillet). |
| 1979 | Московская встреча Брежнева и Жискар д’Эстена (26-28 апреля). Выставка «Париж-Москва 1900—1930» (31 мая — 5 нояб.)                                                                 | Москва Париж             | |
| 1980 | Варшавская встреча Брежнева и Жискар д’Эстена (19 мая). | Варшава                  | |
| 1981 | Выставка «Москва-Париж 1900—1930» (3 июня — 4 нояб.) | Москва                   | |
| 1982 | 23 янв. — соглашение между Gaz de France и Союзгазом договора о покупке Францией 8 млрд кубометров сибирского газа на протяжении 25 лет, начиная с 1984 года.                      |                          | |
| 1984 | Визит президента Миттерана, встреча с Черненко (20-23 июня). | Москва, Волгоград        | |
| 1985 | Приезд Миттерана на похороны Черненко (13 марта). Визит Горбачёва в Париж (2-5 окт.)                                                                                               | Москва Париж             | |
| 1986 | Визит Миттерана в Москву (7-10 июля). | Москва                   | |
| 1987 | Визит премьер-министра Жака Ширака (15-16 мая). | Москва                   | |
| 1988 | Визит Миттерана в Москву и Байконур (25-26 нояб.) | Москва Байконур          | |
| 1989 | Визит Горбачёва в Париж и Страсбург (4-6 июля). Киевская встреча Горбачёва и Миттерана (6 дек.)                                                                                    | Париж, Страсбург Киев    | |

## XXI век
| 2001 | Визит президента Французской республики Жака Ширака.                                              | Москва          |  |
| 2010 | Год России во Франции и год Франции в России. Государственный визит Дмитрия Медведева во Францию. | Франция, Россия |  |